# 四福花
四福花（学名：Tetradoxa omeiensis）为五福花科四福花属的植物，是中国的特有植物。分布于中国大陆的四川等地，生长于海拔2,300米的地区，常生长在林中湿地，目前尚未由人工引种栽培。